# 슈비츠 알프스

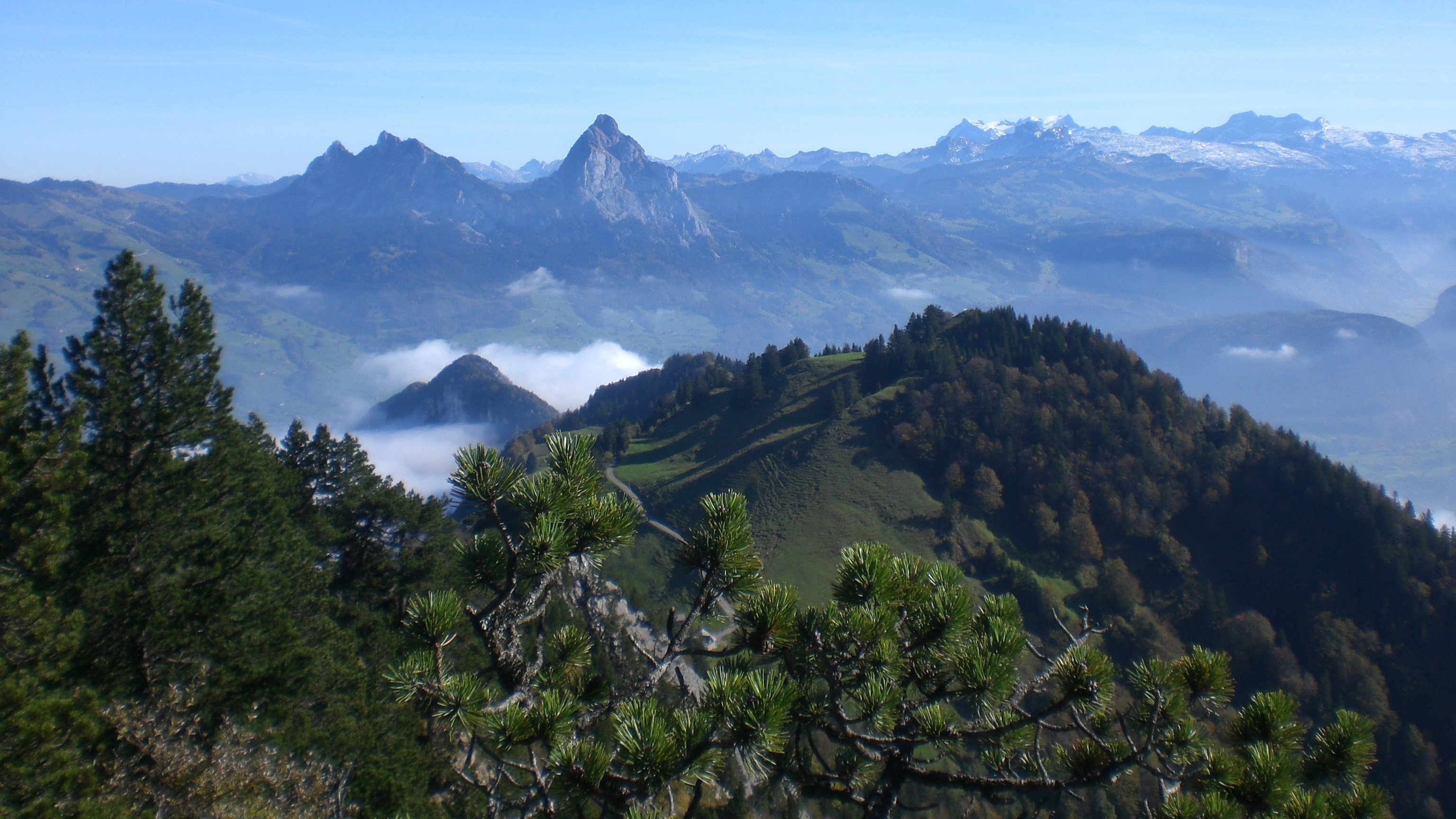

슈비츠 알프스(Schwyzer Alpen)는 스위스에 있는 산맥이다. 슈비츠 알프스는 북동부 스위스 알프스의 일부를 형성하고, 동쪽으로 글라루스 알프스, 북동쪽으로 아펜첼 알프스, 서쪽으로 에멘탈 알프스, 남서쪽으로 우리 알프스와 경계를 이루고 있다. 클라우젠 고개는 슈비츠 알프스와 글라루스 알프스 사이의 가장 높은 지점이다.
슈비츠 알프스는 글라루스주, 루체른주, 우리주, 및 추크주의 일부를 포함하여 슈비츠주의 경계를 넘어 확장된다. 슈비츠 알프스에서 가장 높은 지점은 실제로 글라루스주 내에 있는 2,915m의 고도에 있는 글레르니쉬(독일어: Glärnisch)이다. 글레르니쉬 바로 남쪽에는 슈비츠주의 가장 높은 지점인 뵈스 푸렌(Bös Fulen)이 있다.

## 같이 보기
- 스위스 알프스